# Curs alt del riu Millars

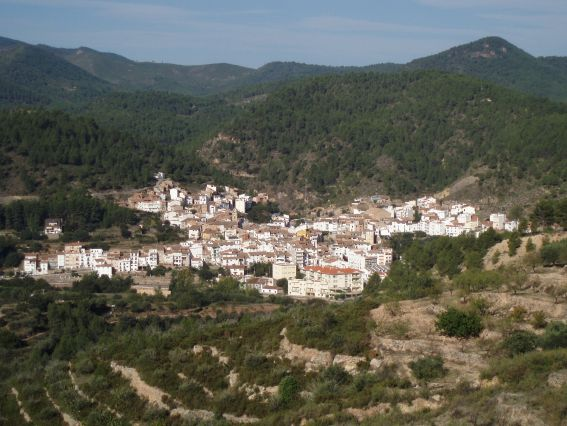
Vista aèria de Montant.

El curs alt del riu Millars comprèn les poblacions de Vilanova de la Reina, la Font de la Reina, Benafer, Montant, Montanejos, la Pobla d'Arenós, Aranyel, Cirat, Torre-xiva, Toga, Espadella, Argeleta, Vallat, Fanzara i Ribesalbes. Conté una superfície d'unes 10.014 hectàrees.
Està declarat lloc d'importància comunitària per la Generalitat Valenciana.

## Característiques
És una zona bàsicament fluvial que comprèn el tram alt i mitjà del curs del riu Millars. En la major part de la zona delimitada, són precisament els hàbitats lligats al riu les que motiven la seua delimitació. Però, en la capçalera del riu, s'ha considerat d'interès incloure a més, a més, una zona muntanyosa caracteritzada sobretot per l'interès dels seus ecosistemes forestals.

## Hàbitats i espècies
La zona capçalera a la que s'ha al·ludit anteriorment alberga interessants hàbitats forestals, com les carrascals (9340), roures de Quercus pyrenaica (9230) i sobretot boscos de Pinus sylvestris amb Juniperus sabina (9560). Les parets rocoses del curs del riu alberguen hàbitats com les pendents rocoses calcícoles (8210), mentre que al llarg del cabal predomina com és lògic el riu cabal permanent (3280), a més dels boscos de ribera, com les fresnedes termòfiles (9180), Nerio-Tamaricetea (9220), prats humits de Molinio-Holoschoenion (6420), etc.
En referència a les espècies, convé destacar per la seua rellevància -i a més d'una notable varietat de ratspenats- les associades de nou al riu, com Chondrostoma toxostoma, Rutilus arcasii, etc.